# Polumjesečasta kost
Polumjesečasta kost (lat. os lunatum) je kost koja se nalazi u proksimalnom redu kosti pešća, smještena između čunaste kosti i trokutaste kosti.
Gornja ploština kosti uzglobljena je s palčanom kosti, a donja s glavičastom kosti i kukastom kosti. Lateralna i medijalna ploština sadrže zglobne površine za susjedne kosti (lateralna za čunastu, a medijalna za trokutastu). 
Dorzalna i palmarna površina služe kao hvatište ligamenata (sveza).